# Чистий Плес
Чистий Плес (рос. Чистый Плес) — село у Єршовському районі Саратовської області Російської Федерації.
Населення становить 104 особи. Орган місцевого самоврядування — Перекопновське муніципальне утворення.

## Історія
Населений пункт розташований у межах українського історичного та культурного регіону Жовтий Клин.
Від 23 липня 1928 року в складі Пугачовського округу Нижньо-Волзького краю. Орган місцевого самоврядування від 2004 року — Перекопновське муніципальне утворення.

## Населення
1. Н/Д[3]

1. Н/Д[4]